# Comanav
La Compagnie Marocaine de Navigation, Comanav, es una compañía naviera marroquí nacida de la extinta CFCN (Compagnie Franco-Chérifienne de Navigation). Actualmente es líder en el mercado marroquí del transporte marítimo, por mercancías, pasajero y operaciones portuarias.

## Historia
La CFCN fue fundada en 1946. Tras la independencia de Marruecos, en 1956, cambió de nombre para convertirse en Comanav en 1959.
Pensando en los numerosos emigrantes marroquíes de Europe que regresan a su país durante el verano, la compañía decide en 1975 abrir una línea de ferry de pasajeros entre Tánger y Sète. Ese mismo año, adquiere cinco portacontenedores y graneleros.
En 1993 la oferta ofrecida por la compañía para el transporte de camiones se amplía con la adquisición de un ferry con capacidad para vehículos.
Cinco años más tarde, en 1998, Comanav se convierte en la primera naviera marroquí en cubrir el estrecho de Gibraltar, reforzando así su posición en el ámbito del transporte de pasajeros dentro de la región mediterráneo
En 2007, el estado marroquí privatiza la compañía, que es cedida a un consorcio representado por la compañía francesa CMA-CGM a cambio de un montante de 2.200.000.000 MAD (unos 20.000.000 EUR. CMA-CGM se interesa sobre todo por el sector portuario y cede la gestión del transporte de pasajeros a la compañía española Balearia, que a su vez venderá su parte correspondiente a otro operador marroquí, Comarit, por un importe de 80.000.000 EUR en febrero de 2009.

## Sector de actividad
- Transporte de graneles
- Transporte de pasajeros
- Transporte de contenedores
- Ro-Ro
- Actividades portuarias (Somaport, Tanger Med, etc.)

## Algunas cifras
La florta de Comanav está formada por 14 buques, de los cuales 10 son en propiedad. La capacidad total de la flota es de 3300 evp, 7400 pasajeros y 2200 vehículos. Los volúmenes transportados anualmente equivalen a 60 000 TEU, 45 000 unidades Ro-Ro, 200 000 toneladas de mercancías y 800 000 pasajeros.

## Conexiones

### Rutas principales (mercancías)
- Ruta atlántica: Casablanca ( Marruecos) - El Havre ( Francia) - Ruan ( Francia) - Dunquerque ( Francia) - Amberes ( Bélgica) - Róterdam ( Países Bajos)
- Ruta del Mediterráneo occidental: Casablanca ( Marruecos) - Valencia ( España) - Barcelona ( España) - La Spezia ( Italia)
- Líneas Ro-Ro : 
  - Casablanca ( Marruecos) - Marsella ( Francia)
  - Casablanca ( Marruecos) - Cádiz ( España)
  - Casablanca ( Marruecos) - La Spezia ( Italia) - Génova ( Italia)

### Rutas principales (pasajeros)
- Tánger ( Marruecos): Algeciras ( España), Sète  Francia, Génova  Italia
- Nador ( Marruecos): Almería ( España), Sète ( Francia)